# Kauri-Harz

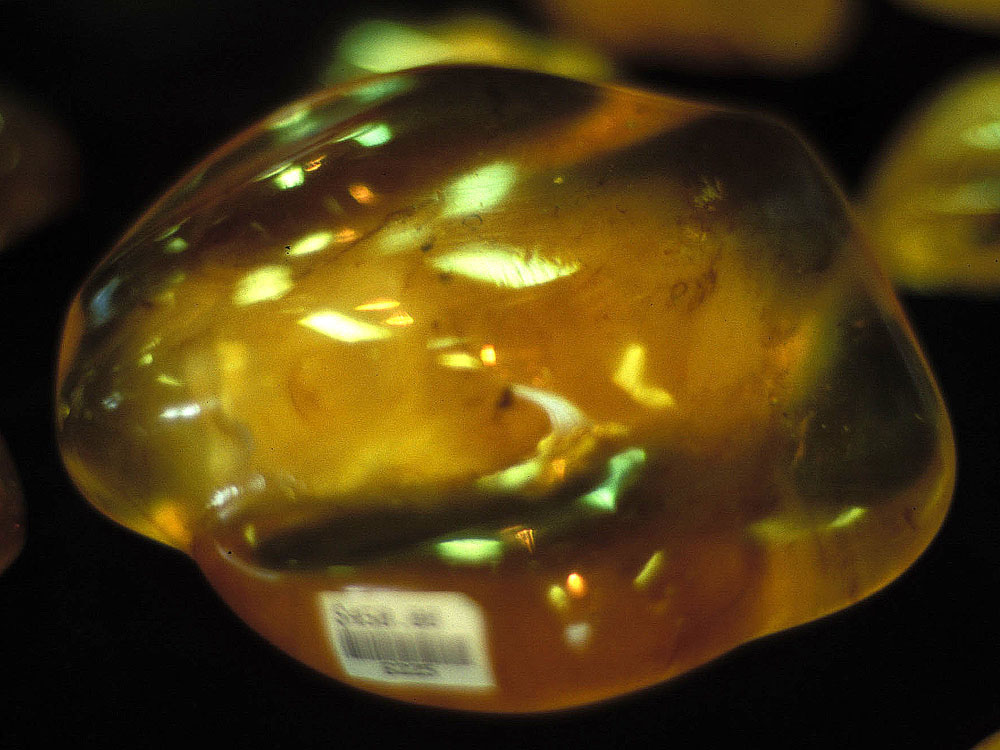
Im Kauri Museum verkauftes Harz

Kauri-Harz (englisch: kauri gum) ist das aus fossilen Lagerstätten gewonnene oder aus lebenden Bäumen gezapfte Harz des Kauribaumes in Neuseeland. Das Harz aus fossiler Lagerstätte wird auch als „Kauri-Copal“ bezeichnet.
Kauriwälder bedeckten früher einen großen Teil des Nordteils der Nordinsel Neuseelands. Klimatische Veränderungen, vulkanische Aktivität und Erdbeben, insbesondere aber die Abholzung der meisten Wälder durch die europäischen Siedler führte zum Verschwinden der meisten dieser Wälder, einige der Flächen wurden zu Sanddünen, Buschland oder Sumpf. Die auf diesen Flächen verbliebenen fossilen Harzbrocken wie auch die wenigen verbleibenden Wälder dienten als Quelle für das Harz.
Das Kauriharz tritt aus Rissen in der Rinde aus und härtet bei Luftkontakt aus. Die Harzbrocken gelangten auf den Boden und wurden mit Erde und Pflanzenteilen bedeckt und fossilierten schließlich. Andere Klumpen bildeten sich an Stellen, wo sich neue Zweige bildeten oder der Baum beschädigt wurde.
Die Farbe des Harzes hängt von dem Zustand des Baumes, von dem es stammte sowie von der Zeit, die es in der Erde lag, ab. Die Farbe reicht von kalkweiß über rotbraun bis schwarz. Die begehrteste Sorte ist goldgelb, hart und durchscheinend.
Auch die Größe der Klumpen variierte stark. In Sümpfen fand man häufig kleine „Nuggets“, die als „Chips“ bekannt waren. An Hängen von Hügeln fand man eher größere Klumpen. Die Mehrzahl der Klumpen erreichte etwa die Größe einer Eichel, es wurden aber auch einige mehrere Kilogramm schwere Klumpen gefunden. Der größte bekannt gewordene Fund wog etwa 25 kg.
Kauri ähnelt in einigen Merkmalen dem Bernstein, einem vorwiegend auf der Nordhalbkugel vorkommenden fossilen Harz. Während Bernstein jedoch mehrere Millionen Jahre alt ist, ist fossiles Kauriharz nach Altersbestimmungen mit der Radiokohlenstoffmethode nur wenige tausend Jahre alt.

## Verwendung
Die Māori nutzten das Harz kapia für viele Zwecke. Frisches Harz wurde als eine Art Kaugummi genutzt. Älteres Harz wurde dafür durch Einlegen in und Vermischen mit dem Saft der Distel puwha weicher gemacht. Das Harz ist leicht entzündlich und diente als Feueranzünder und wurde in Flachs eingewickelt als Fackel verwendet. Die mit Tierfett vermischten Verbrennungsrückstände wurden als Pigment für moko-Tattoos verwendet.
Kauri wurde ähnlich wie Copal aus anderen Quellen für die Herstellung von Firnis gehandelt. Kauri war dafür besonders geeignet und ab Mitte der 1840er-Jahre nach London und Amerika exportiert. Einzelne Exporte hatten wenige Jahre zuvor begonnen, damals als Kleber für den Schiffbau und Feuerstarter. 1814 war Kauriharz Teil einer Schiffsladung nach Australien.
Da sich Kauriharz bei niedrigen Temperaturen leichter als andere Harze mit Leinöl mischt, wurde in den 1890er Jahren 70 % des in England hergestellten Firnis auf Basis von Kauriharz hergestellt.
Zu einem geringeren Teil wurde das Harz im späten 19. Jahrhundert für die Herstellung von Farben verwendet. Ab 1910 wurden große Mengen zur Herstellung von Linoleum eingesetzt. Seit den 1930er-Jahren ging der Markt für das Harz zurück, da es durch synthetische Alternativen ersetzt wurde. Als Nischenprodukt wurde es weiter in der Schmuckherstellung und als hochwertiger Speziallack für Violinen verwendet.
Kauri gum war in der zweiten Hälfte des 19. Jahrhunderts Aucklands wichtigstes Exportgut und war die Grundlage für einen Großteil des Wachstums in der Anfangsphase der Stadtentwicklung. Zwischen 1850 und 1950 wurden 450.000 Tonnen exportiert. 1900 markierte mit einem Handelsvolumen von 10.000 Tonnen mit einem Wert von 600,000 £ den Gipfel des Marktes für Kauriharz. Der durchschnittliche Jahresexport betrug über 5000 Tonnen für durchschnittlich 63 britische Pfund pro Tonne.

## Gewinnung

### Lagerstätten

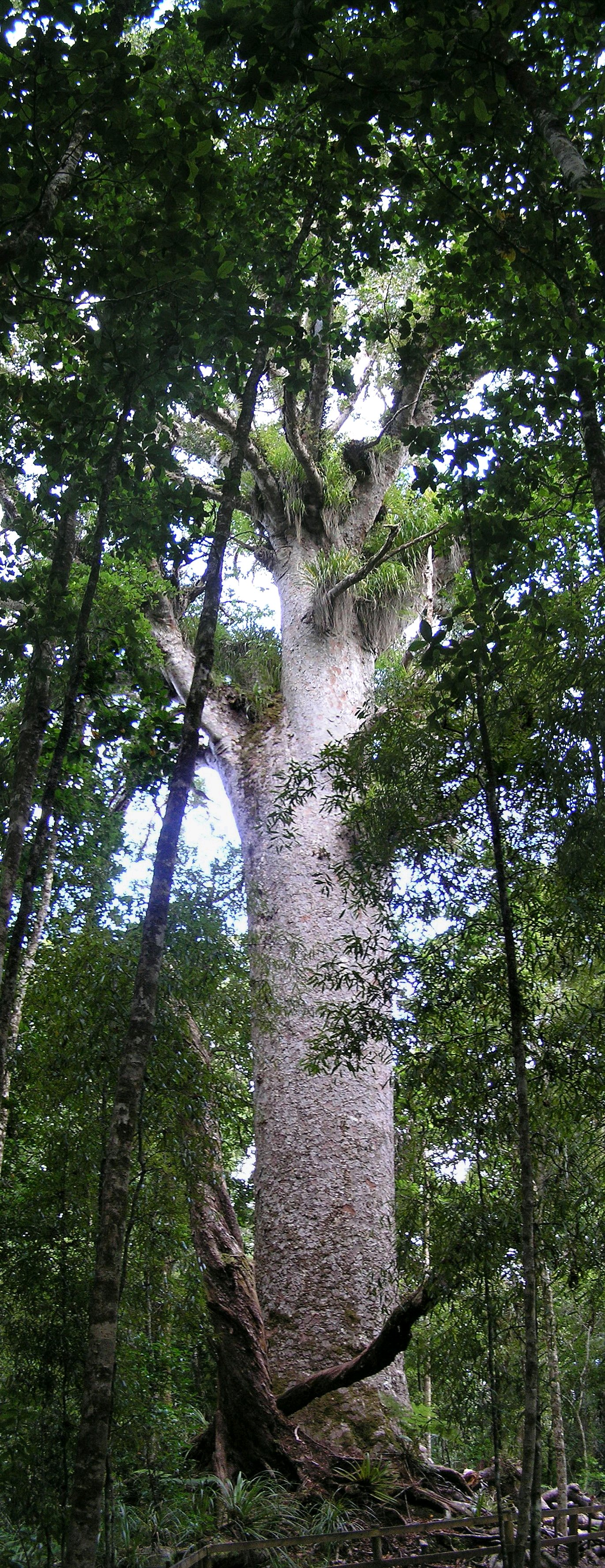
Kauribaum im Waipoua Forest

Die meisten der gumfields genannten Lagerstätten befanden sich in der in Region Northland, auf der Coromandel Peninsula und um Auckland. Anfangs war das Harz leicht zugänglich und lag oft frei auf der Erde. James Cook berichtete 1769 über Harzklumpen an der Küste der Mercury Bay. Er vermutete allerdings, dass sie von Mangroven stammten. Der Missionar Samuel Marsden berichtete 1819 über Harzvorkommen in Northland.
Um 1850 waren die meisten an der Oberfläche sichtbaren Klumpen eingesammelt und man begann im Erdreich nach ihnen zu graben. An den Hängen von Hügeln lag das Harz nur etwa einen Meter tief, in Sümpfen und an der Küste konnte es bis über vier Meter tief liegen.

### Gumdiggers

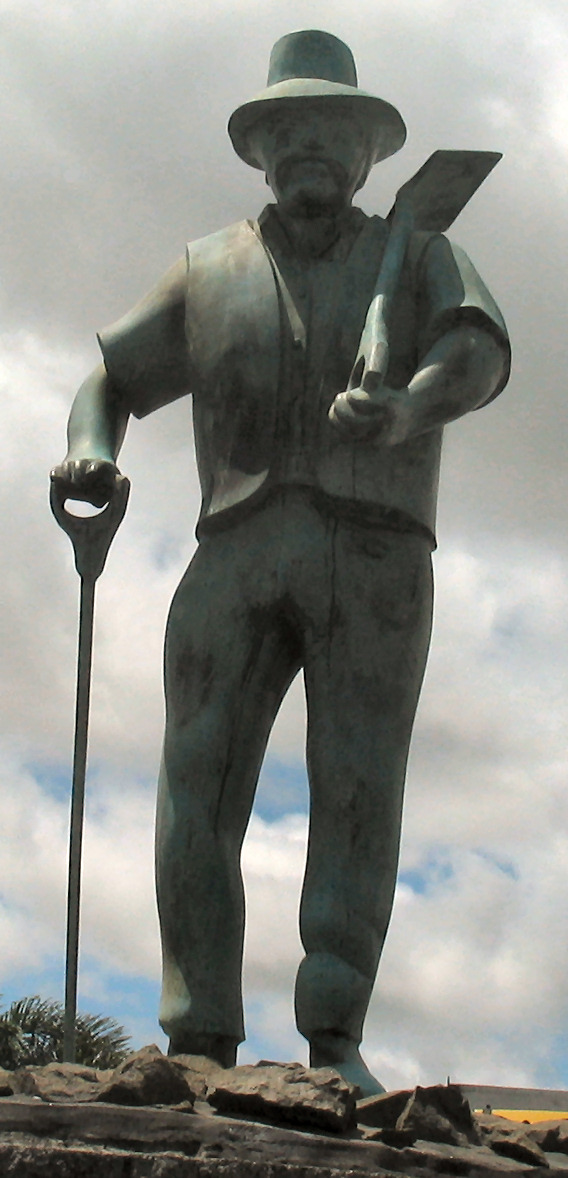
Denkmal für die Gumdigger in Dargaville

Gumdiggers waren Männer und Frauen, die im späten 19. und frühen 20. Jahrhundert das Kauriharz ausgruben.
The life of a gum digger is wretched, and one of the last a man would take to. (Das Leben eines Gum-diggers ist elend und mit das Letzte, was sich ein Mensch aussuchen würde. – Bericht eines Aufkäufers 1898

Der Begriff könnte auch der Ursprung für den Spitznamen „Digger“ für neuseeländische Soldaten im Ersten Weltkrieg sein.
Die Gumdiggers gruben auf den alten, meist mit Sumpf oder Busch bedeckten Kaurifeldern nach Harzklumpen. Oft handelte es sich um Wanderarbeiter, die von Feld zu Feld zogen und in provisorischen Hütten oder Zelten lebten, die nach der Bezeichnung der Māori für ein Haus „whare“ genannt wurden. Die Arbeit war hart und wurde nicht gut bezahlt. Dennoch zog sie viele Māori und Europäer einschließlich Frauen und Kinder an. Unter ihnen waren viele Dalmatier, die in den 1860er-Jahren während des Goldrausches in Otago zur Arbeit auf den Goldfeldern der Südinsel ins Land gekommen waren. Diese waren weniger Siedler als Wanderarbeiter und ein großer Teil ihres Einkommens wurde in die Heimat geschickt. Dies verursachte bei den ortsansässigen Arbeitskräften viel Missgunst. 1898 wurde der „Kauri Gum Industry Act“ verabschiedet. Dieser beschränkte den Abbau auf britische Untertanen und forderte von allen anderen Gräbern eine Lizenz. 1910 konnten nur noch britische Untertanen solche Lizenzen besitzen.
Der Abbau von Kauriharz war eine sehr wichtige Einkommensquelle für die Siedler in Northland, oft arbeiteten die Farmer im Winter auf den gumfields, um ihr schmales Einkommen von dem noch unerschlossenen Land aufzubessern. In den 1890ern waren 20.000 Menschen mit dem Abbau von Kauriharz beschäftigt, davon 7.000 Vollzeitbeschäftigte. Die Arbeit im Kauriabbau war nicht auf Siedler und Arbeiter ländlicher Regionen beschränkt. Aucklander Familien fuhren am Wochenende mit der Fähre über den Waitematā Harbour, um bei Birkenhead zu graben. Dabei schädigten sie Straßen und Farmen, so dass der Gemeinderat Regulierungen einführen musste.

### Abbaumethoden
Das meiste Harz wurde mit Hilfe von gum spears (angespitzte Drähte zur Suche nach den Klumpen) und skeltons (angeschliffene Spaten, die sowohl durch das Erdreich als auch durch altes Holz und Wurzeln schnitten), gewonnen. Anschließend wurden die Klumpen abgekratzt und gereinigt.
Der Abbau in Sümpfen war komplizierter. Oft wurde ein längerer, bis 8 m langer Speer benutzt, oft mit Widerhaken am Ende, um die Klumpen nach oben zu ziehen. Vor dem Abbau wurde oft das Buschland abgebrannt. Einige dieser Feuer gerieten außer Kontrolle und brannten für Wochen.
Oft grub man bis 12 m tiefe Löcher und einige Feuchtgebiete wurden trockengelegt, um den Abbau zu erleichtern.
Als das fossile Harz ausging, gewann man „bush gum“ durch Anschneiden der Rinde von Kauribäumen. Einige Monate später kehrte man zurück, um das Harz einzusammeln. Wegen der Schäden an den Bäumen durch das Anschneiden und das Erklettern der Bäume mit Hilfe von Spikes und Haken wurde diese Methode 1905 in den Staatswäldern verboten.
Gum chips, kleine, für die Linoleumindustrie geeignete Klumpen, waren schwer zu finden, so dass man 1910 anfing, das Erdreich auszuwaschen und zu sieben. Diese Methode wurde später mechanisiert.

## Handel
Die Gumdiggers verkauften ihr Harz meist lokalen Aufkäufern, die es meist über den Seeweg nach Auckland schafften und dort an Händler und Exporteure verkauften. Es gab in Auckland sechs bedeutende Kauri-Exporteure, die mehrere hundert Menschen mit dem Sortieren und Aufbereiten des Harzes für den Export beschäftigten. Das Harz wurde für den Export in Kästen aus Kauriholz verpackt.
Bereits in den 1830er und 1840er Jahren kauften Händler wie Gilbert Mair und John Logan Campbell das Harz von den Māori für nur 5 £ pro Tonne oder im Austausch für Waren.
Der größte Teil des Harzes ging nach Amerika und England, von wo aus es in Europa verkauft wurde. Kleinere Mengen gingen auch nach Australien, Hongkong, Japan und Russland.

## Museum
Das Kauri Museum in Matakohe thematisiert neben Kauriholz die Gewinnung und Verarbeitung von Kauriharz. Das Museum besitzt die weltweit größte Kauriharz-Sammlung.